# Małopolski Klub Siatkówki Muszyna
Il Małopolski Klub Siatkówki Muszyna è una società pallavolistica femminile polacca con sede a Muszyna, militante nel massimo campionato polacco, la Liga Siatkówki Kobiet.

## Storia
Il Międzyszkolny Klub Sportowy Muszynianka viene fondato nel 1982 da Adam Mazur: la squadra partecipa al campionato di III categoria polacco. Dopo un periodo di problemi economici che costringono la squadra al ritiro dalle competizioni, Bogdan Serwiński and Grzegorz Jeżowski ricreano nuovamente la squadra che riparte dalla terza divisione: nel 1995 e nel 1996 conclude il campionato al quarto posto, nel 1997 al terzo posto e nel 1998 al quinto posto. La stagione 1998-99 è quella della svolta: il club infatti viene promosso in II divisione e due anni dopo in serie B ed ancora dopo due anni raggiunge la massima serie polacca.
Nelle due stagioni successive il Międzyszkolny Klub Sportowy Muszynianka raggiunge il settimo e il quinto posto in campionato, mentre nella stagione 2005-06 vince per la prima volta il titolo di campione di Polonia, dandogli la possibilità di partecipare alla Champions League. L'annata successiva però non è delle migliori: la squadra viene prima eliminata dalla massima competizione europea e chiude il campionato al quinto posto. Nella stagione 2007-08 nonostante le sconfitte nella Challenge Cup e in Coppa di Polonia, la squadra vince nuovamente il campionato, risultato che ripeterà poi anche nella stagione successiva, vincendo anche per la prima volta la Supercoppa Polacca.
Nel 2011, in seguito a diversi avvicendamenti societari, il club cambia denominazione in Małopolski Klub Siatkówki Muszyna. Nella stagione 2012-13 conquista la Coppa CEV, primo trofeo internazionale per la società.

## Rosa 2015-2016
| N° | Nome                  | Ruolo | Data di nascita  | Nazionalità sportiva |
| -- | --------------------- | ----- | ---------------- | -------------------- |
| 1  | Natalia Nuszel        | S     | 23 febbraio 1989 | Polonia              |
| 3  | Sylwia Pelc           | C     | 30 novembre 1990 | Polonia              |
| 5  | Maja Savić            | C     | 14 agosto 1993   | Serbia               |
| 6  | Anna Grejman          | S     | 8 giugno 1993    | Polonia              |
| 7  | Karolina Szczygieł    | P     | 1º febbraio 1996 | Polonia              |
| 8  | Aleksandra Krzos      | L     | 23 giugno 1989   | Polonia              |
| 9  | Karolina Ciaszkiewicz | S     | 7 settembre 1979 | Polonia              |
| 10 | Adela Helić           | S/O   | 24 febbraio 1990 | Serbia               |
| 11 | Izabela Śliwa         | L     | 11 dicembre 1990 | Polonia              |
| 12 | Justyna Sosnowska     | C     | 14 giugno 1992   | Polonia              |
| 14 | Natalia Kurnikowska   | S     | 13 gennaio 1992  | Polonia              |
| 17 | Kinga Hatala          | S     | 17 luglio 1989   | Polonia              |
| 18 | Júlia Milovits        | P     | 1º marzo 1990    | Ungheria             |

## Palmarès
- Campionato polacco: 4

2005-06, 2007-08, 2008-09, 2010-11
- Coppa di Polonia: 1

2010-11
- Supercoppa polacca: 2

2009, 2011
- Coppa CEV: 1

2012-13

## Denominazioni precedenti
- 1982-1985: Ludowy Zespół Sportowy Poprad
- 1985-2000: Międzyszkolny Klub Sportowy Kurier Muszyna
- 2000-2012: Międzyszkolny Klub Sportowy Muszynianka